# Mã Đà
Mã Đà là một xã thuộc huyện Vĩnh Cửu, tỉnh Đồng Nai, Việt Nam.
Xã Mã Đà có diện tích 400,78 km², dân số năm 2003 là 6.595 người, mật độ dân số đạt 16 người/km².

## Địa lý
Xã Mã Đà có vị trí địa lý:
- Phía đông giáp xã Thanh Sơn, xã La Ngà và xã Phú Cường, huyện Định Quán
- Phía tây giáp xã Hiếu Liêm
- Phía nam giáp xã Thanh Bình, huyện Trảng Bom và thị trấn Vĩnh An
- Phía bắc giáp xã Tân Lợi và Tân Hoà, huyện Đồng Phú, tỉnh Bình Phước.

## Hành chính
Xã Mã Đà được chia thành 6 ấp: 1, 2, 3, 4, 5, 6.